# Кедрова, Неонила Ивановна
Неони́ла Ива́новна Ке́дрова (15 (27) января 1875 года, с. Новоалександровское, Мосальский уезд, Калужская губерния — 13 ноября 1964, Калуга) — советский акушер-гинеколог, заслуженный врач РСФСР (1944 год). Первая женщина-доктор медицинских наук. 

## Биография
Родилась 15 (27) января 1875 года в селе Новоалександровское Мосальского уезда Калужской губернии (в настоящее время — хутор Новоалександровский Спас-Деменского района Калужской области).
Начальное образование Неонила Кедрова получила в школе родного села, потом училась в Калужском епархиальном училище, которое закончила в 1893 году. Работала учительницей в школе и санитаркой в больнице. 
В 1900 году поступила в Клинический институт Великой княгини Елены Павловны, в котором окончила курс наук на повивальную бабку 1-го разряда. В следующем, 1901 году, Неонила Кедрова со второй попытки поступила в Санкт-Петербургский женский медицинский институт. 9 (22) января 1905 год приняла участие в шествии к Зимнему дворцу, была задержана, но вскоре отпущена. По совету директора Санкт-Петербургского женского медицинского института Дмитрия Оскаровича Отта, для успешного завершения высшего образования, несмотря на участие в манифестации, она перевелась на пятый курс медицинского факультета Императорского Казанского университета, который и окончила в 1907 году. Однако, выпущенным 1 августа 1907 года циркуляром министерства народного просвещения Российской империи было запрещено принимать у вольнослушательниц университетов зачёты и экзамены, в связи с чем Неонила Кедрова первоначально не была допущена к государственным экзаменам. Лишь после приёма у министра народного просвещения Российской империи она смогла получить возможность полностью закончить своё высшее образование.
С 1907 по 1913 годы Неонила Кедрова работает врачом-ординатором в акушерско-гинекологической клинике Императорского Казанского университета под руководством профессора Викторина Сергеевича Груздева. 
В 1909 году Н. И. Кедрова сдала экзамены при медицинском факультете Казанского университета на докторанта, а в 1914 году защитила диссертацию на доктора медицины по теме «Опыт разработки учения о гигантских опухолях женской половой сферы». 
В 1913 — 1914 годах работает хирургом и акушером-гинекологом в городе Бугуруслане. 
В 1914 — 1916 годах — в уездной больнице Рязани.
С 1916 года заведовала акушерско-гинекологическим отделением Хлюстинской земской больницы (с 1917 по 1929 год больница носила название Калужской губернской больницы, после 1929 г. — Калужской районной больницы), также работала в общем хирургическом отделении больницы. Одновременно Кедрова в 1916 – 1918 годах возглавляла хирургическое отделение 5-го Калужского земского госпиталя.
По её инициативе в ноябре 1933 года в Калуге появился первый родильный дом, который она в течение многих лет бессменно возглавляла. Роддом располагался в двухэтажном корпусе Калужской районной больницы.
На основе опыта практической работы Н. И. Кедровой были написаны около 30 научных работ, признанных Казанским государственным медицинским институтом и Высшей аттестационной комиссией Всесоюзного комитета по делам высшей школы при СНК СССР, в связи с чем 25 ноября 1939 года ей была присвоена учёная степень доктора медицинских наук, без написания и защиты диссертации.
Во время оккупации Калуги немецко-фашистскими войсками (октябрь-декабрь 1941 г.) Кедрова не уехала в эвакуацию и не только продолжала обеспечивать приём родов у калужанок, но выполняла обязанности главного врача Калуги. За эти более чем два месяца благодаря Н. И. Кедровой родились порядка 120 человек, без случаев смерти как у младенцев, так и их матерей. После освобождения города органы НКВД обвинили Кедрову в пособничестве нацистам, но вскоре все обвинения были сняты.
14 октября 1944 году здание калужского родильного дома было полностью восстановлено от последствий, во-многом усилиями его персонала, и он был вновь открыт.
Кедрова вела активную просветительскую работу в области родовспоможения, участвовала во всесоюзных медицинских съездах, активно пропагандировала создание родильных отделений.
После выхода на пенсию в 1959 году продолжала работать в роддоме в качестве консультанта, занимаясь подготовкой начинающих специалистов акушеров-гинекологии.
Скончалась 13 ноября 1964 года.
Похоронена на Пятницком кладбище Калуги.

## Награды
В 1944 году Неониле Ивановне Кедровой было присвоено почётное звание заслуженный врач РСФСР.
25 марта 1945 награждена Орденом Трудового Красного Знамени.